# 呂顓
吕颛（1498年—1570年），字幼通，號定原，陕西庆阳府宁州（今甘肅宁县）人，民籍，明朝政治人物。正德解元，嘉靖進士。官至應天府府尹。

## 生平
禮科给事中吕经之侄，早年喪父母，随伯父吕經在京师读书。正德十四年（1519年）己卯科陝西鄉試第一名舉人（解元），嘉靖二年（1523年）中式癸未科會試第二百九十三名，二甲第三十名進士。授户部主事，升刑部员外郎、郎中，出为河南卫辉府知府，调任山东东昌府。時值黄河发大水，淹没馆陶、武城二县，发布檄文，安顿灾民，請粮赈济。历升四川布政使司左参政，嘉靖二十三年（1544年）五月升湖广按察使，轉山西右布政使、雲南左布政使。嘉靖二十八年（1549年）二月升应天府府尹，二十九年三月科道拾遗致仕。隆慶四年（1570年）卒，年七十三。

## 著作
著有《仕进録》、《上都稿》、《诸子说括》等书及《定原集》行世。

## 家族
曾祖吕英，判官。祖父吕昇，贈徵仕郎、禮科给事中。父吕綸，義官。母杨氏；继母行氏。重庆下。弟吕顒（壬午举人、戊戌进士）、吕颀。